# Srpska akademija znanosti i umjetnosti
Srpska akademija nauka i umetnosti (SANU) je najviša znanstvena i umjetnička institucija u Srbiji. Službeni dan osnutka Akademije je 19. studenoga 1841.
Od 1886. zove se Kraljevska srpska akademija, zatim Srpska kraljevska akademija do 1947., kada je preimenovana u Srpsku akademiju nauka. Kasnije, zakonom iz 1960. promijenila je naziv u Srpska akademija nauka i umetnosti.

## Osnivanje
Akademija je osnovana zakonom od 1. studenoga 1886. godine, koji je skupština izglasala, a kralj Milan Obrenović ga je proglasio u Nišu. Taj se zakon zvao Osnovni zakon Kraljevsko-srpske akademije i određivao je da prve akademike bira kralj, a potom akademici sami biraju nove članove. Zadaća akademije bila je „obrađivati i unapređivati znanost; postaviti i održavati zdrave temelje za znanstvenu prosudbu; otkrivati i osporiti znanstvena istraživanja u prirodi, društvu i povijesnim spomenicima; podržati pripitomljavanje i razvoj viših umjetnosti; da udruženom snagom radimo na unapređenju obrazovanja kako bismo učinili ono za što posebna snaga nije dovoljna."
Prve akademike, njih 16, imenovao je kralj Milan 5. travnja 1887. godine. U to vrijeme postojala su četiri odjela Akademije, ili kako su je zvali „stručne akademije”, i svaki je u početku dobivao po četiri redovita člana. Oni su bili:

### Akademija prirodnih znanosti
- Josip Pančić
- Dimitrije Nešić
- Jovan Žujović
- Ljubomir Klerić

### Akademija filozofskih znanosti
- Stojan Novaković
- Milan Kujundžić Aberdar
- Svetislav Vulović
- Svetomir Nikolajević

### Akademija društvenih znanosti
- Čedomilj Mijatović
- Milan Đ. Miličević
- Ljubomir Kovačević
- Panta Srećković

### Akademija umjetnosti
- Ljubomir Nenadović
- Matija Ban
- Mihailo Valtrović
- Davorin Jenko

Prvi predsjednik bio je Josif Pančić, a tajnik Jovan Žujović.
Broj dopisnih članova bio je dvostruko veći od broja redovitih članova. Sve članove birala je sama Akademija na temelju djelokruga rada, te ispravnosti, samostalnosti i savjesnosti u radu. Zakonom o osnivanju Srpske kraljevske akademije pod njenu su upravu potpali Narodna biblioteka i Muzej srpskih zemalja. Od 22. siječnja 1901. godine, Srpska kraljevska akademija je samo nadzirala Biblioteku, a od nje i uprave Muzeja dobivala godišnji izvještaj. Prvi predsjednik Srpske kraljevske akademije (tri godine) bio je Josip Pančić, a nakon njega Čedomilj Mijatović, M. Đ. Miličević, Jovan Mišković, Đorđe Nešić, Jovan Ristić, Sima Lozanić, Stojan Novaković, Jovan Žujović, Jovan Cvijić.
Godine 1892., Srpska kraljevska akademija spaja se sa Srpskim akademskim društvom odlukom ministra prosvjete od 9. travnja 1891. godine, te dobiva prilično veliku arhivu starih dokumenata i prilično veliku knjižnicu. U Akademiji su 1893. godine osnovani leksikografski odjel (rad na „Rječniku”) i etnografski odjel (rad na ispitivanju srpskih sela). Osim toga, glavno djelo Srpske kraljevske akademije nauka sastojalo se u znanstvenom radu njenih članova, te u radu na objavljivanju njihovih i drugih znanstvenih spisa. U tom smislu, Srpska kraljevska akademija nauka izdavala je:
1. Glas Srpske kraljevske akademije:  a) I razred: sadrži rasprave iz prirodnih i matematičkih znanosti; b) II razred: rasprave iz filozofskih, lingvističkih, pravnih i povijesnih znanosti;
2. Spomenik (I i II razred);
3. Srpski Etnografska Zbornik, koji sadrži: a) Raznu etnografsku građu b) Naselja srpskih zemalja c) Običaje srpskog naroda d) Srpske narodne igre e) Srpska narodna jela i pića;
4. Zbornik za istoriju, jezik i književnost srpskog naroda I odjel: Spomenici na srpskom jeziku; II odjel: Spomenici na stranim jezicima;
5. Dijalektološki Zbornik;
6. Posebna izdanja.

## Prethodnici akademije
Srpska kraljevska akademija nije bila prva ustanova te vrste među Srbima. Njegovi neposredni prethodnici bili su Društvo srpske slovesnosti i Srpsko učeno društvo. Društvo srpske slovesnosti osnovano je 31. svibnja 1842. godine i postojao je do 27. siječnja 1864. godine, kada ga je knez Mihailo Obrenović svojim ukazom ukinuo. Zatim, 29. srpnja 1864. godine osnovano je Srpsko učeno društvo, koje je zapravo bilo obnovljeno Društvo srpske slovesnosti. Svi članovi Društva srpske slovesnosti mogli su se pismeno izjasniti ministru da prihvaćaju članstvo u Srpskom učenom društvu.
Slična sudbina zadesila je i Srpsko akademsko društvo, a zbog sukoba s ministrom prosvjete njegov je rad obustavljen 13. svibnja 1886. godine. Zakonom od 1. studenog 1886. godine ustanovljena je Srpska kraljevska akademija, koja uključuje knjižnicu, arhiv, zbirke i imovinu Srpskog učenog društva. Nastali su sukobi, a Društvo je ponovno otvoreno 25. srpnja 1887. godine. Spor je riješen prijedlogom ministra prosvjete da se spoje, a to je i učinjeno 1892. godine. Tada je za redovne članove Srpske kraljevske akademije izabrano osam članova Srpskog učenog društva, a svi ostali su bili počasni članovi.

## Povijest razvoja
Nakon punih 60 godina pod tim imenom, Srpska kraljevska akademija mijenja naziv zakonom od 30. lipnja 1947. godine. Budući da je promijenjeno državno uređenje i kralj više nije vladao, akademija se jednostavno zvala Srpska akademija nauka. Ovim zakonom je izmijenjen i ustroj akademije, tako da umjesto četiri strukovne akademije postoje odjeli kojih je bilo šest:
1. prirodne i matematičke znanosti,
2. tehničke znanosti,
3. medicinske znanosti,
4. književnost i jezik (kasnije: jezik i književnost),
5. društvene znanosti i
6. likovne i glazbene umjetnosti.

Od 1998. godine, Akademija ima osam odjela, jer je odjel za prirodno-matematičke znanosti bio podijeljen na dva odjela: odjel za matematiku, fiziku i geološke znanosti i odsjek za kemijske i biološke znanosti, a prije toga je i odjel društvenih znanosti bio podijeljen na dva dijela; jedan dio je zadržao isto ime, dok je ime drugog odsjek za povijesne znanosti.

## Zgrada SANU
Akademija se od 1909. do 1952. godine nalazila u Brankovoj ulici broj 15. Nažalost, ova zgrada je srušena 1963. godine. Nakon toga, Akademija je preseljena u Knez Mihailovu 35, u velebnu zgradu u centru grada, gdje se i danas nalazi.
Zgrada Srpske akademije nauka i umjetnosti (SANU), najviše znanstvene institucije u Srbiji, već gotovo stoljeće krasi Ulicu kneza Mihaila, unoseći u beogradsku arhitekturu duh francuskog dekorativizma i secesije. Skice, prijedlozi i projekti za izgradnju ove veličanstvene palače nastajali su od prvih dana njezina osnutka 1886. godine, no u svoju zgradu uselila se tek 1952. godine.
Odmah po osnutku Akademije, 1886. godine razmatrana je izgradnja zgrade na parceli na reprezentativnoj lokaciji u Knez Mihailovoj ulici, koju je „knez Mihailo Obrenović III darovao u obrazovne svrhe”. S obzirom na to da Srpska kraljevska akademija nije imala drugih financijskih sredstava osim placa, u početku se razmišljalo o izgradnji privremene prizemne zgrade dok se ne steknu uvjeti za izgradnju reprezentativne zgrade, u kojoj će se smjestiti još dvije važne nacionalne institucije: Muzej srpske zemlje i Narodna biblioteka. Sljedećih godina Srpska kraljevska akademija je razmatrala različite načine formiranja fondova i stjecanja financijskih sredstava za izgradnju svoje zgrade. Zajednički fond Srpske kraljevske akademije, Narodne biblioteke i Muzeja srpske zemlje formiran je 1896. godine Kraljevim dekretom, da bi s početnim kapitalom i vlastitim placem Akademija počela rješavati pitanje gradnje. Za izradu idejnog rješenja angažiran je 1900. godine afirmirani arhitekt domaćeg graditeljstva Konstantin Jovanović. Bio je to prvi u nizu projekata koji su ostali nerealizirani: od zahtjeva eminentnim arhitektima Andri Stevanoviću, Nikoli Nestoroviću, Milanu Kapetanoviću i Dragutinu Đorđeviću, da izrade idejne skice, kroz propali javni natječaj, do pokušaja izrade projekta po uzoru na zgradu Jugoslavenske akademije znanosti i umjetnosti u Zagrebu i novih projekata arhitekta Konstantina Jovanovića. Istovremeno, s nastojanjem da se dobije adekvatan projekt, mijenjao se interes triju institucija za podizanje zajedničke zgrade. Rješavajući pitanja stalnog smještaja, 1908. godine Srpska kraljevska akademija je dobila prostor na korištenje u zgradi zadužbine Šime Igumanova u Brankovoj br. 15.
Nakon više od dva desetljeća pokušaja da dobije svoju zgradu, krajem 1910. godine, Predsjedništvo Srpske kraljevske akademije odlučilo je izradu projekta povjeriti Dragutinu Đorđeviću i Andri Stevanoviću. Kamen temeljac je postavio 27. ožujka 1914. godine prijestolonasljednik Aleksandar Karađorđević, u nazočnosti akademika i ministara graditeljstva i obrazovanja. Radovi su povjereni tvrtki Matije Blehe, dok su fasadnu skulpturu i kiparski program izvele tvrtke Jungman i Sunko. Međutim, gradnja je prekinuta početkom Prvog svjetskog rata. Zgrada je dovršena 1924. godine, ali zbog visokih troškova izgradnje, Srpska kraljevska akademija se nije uselila u svoju novu zgradu, već je cijeli objekt dat u zakup.
Smatrajući da projekt zgrade Srpske kraljevske akademije treba transponirati napredne ideje, arhitekti Stevanović i Đorđević realizirali su projekt koji se po svojoj prostornoj i funkcionalnoj strukturi nije oslanjao na svoje prethodnike. Velika palača, koja zauzima cijelu površinu parcele, osmišljena je sa stanovima i trgovinama za iznajmljivanje, te prolazima bogato ukrašenim secesijskim ukrasima. Prilikom rješavanja pročelja, autori nisu u potpunosti napustili akademske modele oblikovanja, već su modernizirali jednu simetričnu, trodijelnu podjelu fasadnog platna uvođenjem zaobljenih kutova dodatno naglašenih spuštenim polukružnim erkerima. Uvođenjem secesijskih elemenata u obliku trodijelnih prozora, arabeske sekundarne plastike, moderno oblikovanih detalja izloga u prizemlju i međukatnih prozora, uz elemente francuskog dekorativizma, postigli su luksuzan fasadni program. Arhitektonska skulptura u obliku cvjetnih arabeski, vijenaca i secesijskih maski dobila je novu dimenziju u obliku cjelovite skulpture simboličkog značaja. U osi glavnog pročelja središnji motiv atika je kiparska skupina Božica Nika koja okrunjuje trgovinu i industriju, dok su na uglovima središnje projekcije gotovo iste skulpturalne skupine Žene s djecom, od kojih jedna ženska figura drži lampion, a druga golubicu. Šest istih skupina dječjih figura postavljeno je na potkrovlje iznad uglova zgrade, kao i uz bočna pročelja, čineći jedan od najbogatijih skulpturalnih programa beogradske arhitekture prije Prvog svjetskog rata.
Srpska kraljevska akademija je kraj Drugog svjetskog rata dočekala u unajmljenoj zgradi u Brankovoj ulici. Neposredno po završetku rata, Zakon o Srpskoj akademiji nauka 1947. godine donio je neke promjene u njegovu ustroju, kada je umjesto stručnih akademija formirano šest odjela i niz instituta. Proširenim obimom djelatnosti značajno su se povećali potrebni prostorni kapaciteti, pa je primarni zadatak bio prenamijeniti cijelu zgradu u Knez Mihailovoj ulici u poslovni prostor, što je značilo opsežnu adaptaciju. Projekt je povjeren arhitektu Grigoriju Samojlovu, koji je zajedno s arhitektom Đorđem Smiljanićem izvršio preuređenje interijera zgrade, realizirajući jedan od svojih najvažnijih projekata interijera. Samojlov je pokazao iznimnu vještinu transformirajući postojeću zgradu u gotovo kompaktan akademski kompleks sa središnjim atrijem, formirao dvotraktni uredski sustav, potpuno ukinuo prolaze, osim središnjeg, koji je djelomično preuređen u glavni pristupni hol, dok je prizemlje zadržalo komercijalni karakter. Formiranje ulaza iz Knez Mihailove i redizajn prilaza dvorani za sjednice pridonijeli su realizaciji reprezentativnih prostora. Sukladno novom konceptu, Samojlov je interijer dizajnirao u duhu moderniziranog akademizma s profinjenim geometriziranim dekorativnim repertoarom. Istodobno je adaptirana i svečana dvorana koja je dobila galeriju i dvije slike na platnu u nadsvođenim nišama, Znanost Petra Lubarde i Umetnost Mila Milunovića. U sklopu adaptacije izvedeni su određeni zahvati na samoj fasadi: uklonjena je staklena tenda iznad polukata, promijenjeni međukatni prozori i prozorski otvori u prizemlju, rekonstruirana dekorativna kupola, te kruna i svi dekorativni elementi.
Zgrada je svečano otvorena 24. veljače 1952. godine, kada se Akademija konačno i trajno uselila u njenu palaču. Samojlov je 1967. godine izradio i projekt adaptacije galerije na uglu Knez Mihailove i Vuka Karadžića. Izvrsno komponirani interijer ostavljao je prostor za dodatnu doradu tijekom narednih godina, tako da su ga do danas oplemenili srpski eminentni umjetnici. Stakleni otvori završne vizure ulaznog hodnika zamijenjeni su vitražima izrađenim 2000. godine, prema nacrtu Branka Miljuša, dok su prema nacrtima akademika Mladena Srbinovića 2005. godine izvedeni vitraži na prozorima u svečanoj dvorani i u foajeu ispred dvorane.
Srpska akademija nauka i umjetnosti, kao najznačajnija znanstvena ustanova u Srbiji, dala je najveći doprinos unapređenju znanstvene misli, okupivši u svojim redovima mnoga istaknuta imena srpske, jugoslovenske i svjetske znanosti i umjetničkog stvaralaštva. Njezina palača, izgrađena na jednoj od najreprezentativnijih lokacija beogradskog urbanog prostora, svojom arhitekturom već gotovo cijelo stoljeće neizostavan je dio vrednovanja ne samo domaćeg, već i nacionalnog graditeljskog naslijeđa. Uzimajući u obzir neosporne vrijednosti i značaj, 1992. godine ustanovljena je kao spomenik kulture.

## Pod pokroviteljstvom SANU

### Instituti SANU
Pod okriljem SANU djeluju sljedeći instituti:
- Balkanološki institut SANU
- Vizantološki institut SANU
- Geografski institut Jovan Cvijić SANU
- Etnografski institut SANU
- Institut za srpski jezik SANU
- Institut tehničkih nauka SANU
- Matematički institut SANU
- Muzikološki institut SANU

U ranijem razdoblju u sastavu SANU bili su i Arheološki institut SANU i Istorijski institut SANU.

### Ogranci SANU
Srpska akademija nauka i umetnosti pod svojim okriljem ima Ogranak u Novom Sadu i Ogranak u Nišu. Poslovnica u Nišu je osnovana 2016. godine. Za predsjednika je izabran Ninoslav Stojadinović, dopredsjednik Milorad Mitković, za tajnika Vladimir Rakočević, a za počasnog predsjednika Ogranka akademik Nikola Hajdin.
Vojvođanska akademija nauka i umetnosti osnovana je 1979. godine, a 1992. godine ušla je u sastav Srpske akademije nauka i umetnosti kao ogranak u Novom Sadu.
Nekadašnji Centar za znanstveno-istraživački rad SANU i Sveučilišta u Nišu, nakon jednogodišnjeg rada Povjerenstva, 16. rujna 2016. godine postao je Ogranak SANU u Nišu.

### Centar za znanstvena istraživanja u Kragujevcu
Srpska akademija nauka i umetnosti pod svojim okriljem ima Centar za naučnoistraživački rad u Kragujevcu.
Centar u Kragujevcu i nekadašnji centar u Nišu osnovani su u suradnji sa sveučilištima u Kragujevcu i Nišu.

### Članovi akademije
- Popis članova SANU
- Popis počasnih članova SKA
- Popis umrlih članova SANU

### Izborne skupštine
Novi članovi akademije biraju se na izbornim skupštinama koje se održavaju od 1985. godine, na svake tri godine. Prethodna izborna skupština održana je 4. studenoga 2021. godine.

### Predsjednici Akademije
Od svog osnutka 1887. godine, predsjednici Srpske kraljevske akademije, Srpske akademije nauka i Srpske akademije nauka i umjetnosti do danas su bili:
| predsjednik        | slika              | razdoblje   | podružnica                            |
| ------------------ | ------------------ | ----------- | ------------------------------------- |
| Josif Pančić       | Josif Pančić       | 1887.−1888. | Akademija prirodnih nauka             |
| Čedomilj Mijatović | Čedomir Miljatović | 1888.−1889. | Akademija društvenih nauka            |
| Dimitrije Nešić    | Dimitrije Nešić    | 1892.−1895. | Akademija društvenih nauka            |
| Milan Đ. Milićević | Milan Đ. Milićević | 1896.−1899. | Akademija prirodnih nauka             |
| Jovan Ristić       | Jovan Ristić       | 1899.       | Akademija društvenih nauka            |
| Sima Lozanić       | Sima Lozanić       | 1899.−1900. | Akademija prirodnih nauka             |
| Jovan Mišković     | Jovan Mišković     | 1900.−1903. | Akademija društvenih nauka            |
| Sima Lozanić (2)   | Sima Lozanić       | 1903.−1906. | Akademija prirodnih nauka             |
| Stojan Novaković   | Stojan Novaković   | 1906.−1915. | Akademija filozofskih nauka           |
| Jovan Žujović      | Jovan Žujović      | 1915.−1921. | Akademija prirodnih nauka             |
| Jovan Cvijić       | Jovan Cvijić       | 1921.−1927. | Akademija društvenih nauka            |
| Slobodan Jovanović | Slobodan Jovanović | 1928.−1931. | Akademija društvenih nauka            |
| Bogdan Gavrilović  | Bogdan Gavrilović  | 1931.−1937. | Akademija prirodnih nauka             |
| Aleksandar Belić   | Aleksandar Belić   | 1937.−1960. | Odeljenja literature i jezika         |
| Ilija Đuričić      | Ilija Đuričić      | 1960.−1965. | Odeljenje medicinskih nauka           |
| Velibor Gligorić   | Velibor Gligorić   | 1965.−1971. | Odeljenje literature i jezika         |
| Pavle Savić        | Pavle Savić        | 1971.−1981. | Odeljenja prirodno-matematičkih nauka |
| Dušan Kanazir      | Dušan Kanazir      | 1981.−1994. | Odeljenje prirodno-matematičkih nauka |
| Aleksandar Despić  |                    | 1994.−1998. | Odeljenje prirodno-matematičkih nauka |
| Dejan Medaković    | Dejan Medaković    | 1999.−2003. | Odeljenje istorijskih nauka           |
| Nikola Hajdin      | Nikola Hajdin      | 2003.−2015. | Odeljenje tehničkih nauka             |
| Vladimir Kostić    | Vladimir Kostić    | 2015.−      | Odeljenje medicinskih nauka           |

### Dobitnici Nobelove nagrade
Do kraja 2020. godine, Nobelovu nagradu dobilo je 20 članova SANU. Među njima su:

#### Redovni članovi
| dobitnik         | slika            | godina | kategorija  | doprinos |
| ---------------- | ---------------- | ------ | ----------- | --- |
| Lavoslav Ružička | Lavoslav Ružička | 1939.  | Kemija      | Dobio je Nobelovu nagradu za rad na polimetilenima i višim terpenima.                                                 |
| Ivo Andrić       | Ivo Andrić       | 1961.  | Književnost | Dobio je Nobelovu nagradu za epsku snagu kojom je oblikovao teme i prikazao sudbine ljudi kroz povijest svoje zemlje. |

#### Strani članovi
| dobitnik                | slika                   | godina | kategorija               | doprinos |
| ----------------------- | ----------------------- | ------ | ------------------------ | --- |
| Theodor Mommsen         | Teodor Momzen           | 1902.  | Književnost              | Dobio je Nobelovu nagradu kao najveći živući majstor umjetnosti povijesnih spisa, s posebnim osvrtom na njegovo monumentalno djelo, Rimska povijest.                 |
| Henryk Sienkiewicz      | Herink Sjenkjevič       | 1905.  | Književnost              | Dobio je Nobelovu nagradu za iznimnu vrijednost njegova epskog djela.                                                                                                |
| Glenn Seaborg           | Glen T. Siborg          | 1951.  | Kemija                   | Dobio je Nobelovu nagradu za otkrića u kemiji transuranskih elemenata.                                                                                               |
| Selman Waksman          | Selman Vaksman          | 1952.  | Fiziologija ili medicina | Dobio je Nobelovu nagradu za otkriće prvog antibiotika učinkovitog protiv tuberkuloze ― streptomicina.                                                               |
| Mihail Šolohov          | Mihail Šolohov          | 1965.  | Književnost              | Dobio je Nobelovu nagradu za umjetničku snagu i cjelovitost epskog djela Tihi Don, u kojem je opisao povijesno značajnu epohu u životu ruskog naroda.                |
| René Cassin             | Rene Kasen              | 1968.  | Mir                      | Dobio je Nobelovu nagradu za mir, bio je predsjednik Europskog suda za ljudska prava.                                                                                |
| Derek Barton            |                         | 1969.  | Kemija                   | Dobio je Nobelovu nagradu za doprinos razvoju koncepta konformacije i njihovoj primjeni u kemiji.                                                                    |
| Aleksandar Solženjicin  | Aleksandar Solženjicin  | 1970.  | Književnost              | Dobio je Nobelovu nagradu za etičku snagu u nastojanju da se da novo ostvarenje nenadmašne tradicije ruske književnosti.                                             |
| Vladimir Prelog         | Vladimir Prelog         | 1975.  | Kemija                   | Dobio je Nobelovu nagradu za istraživanje stereokemije organskih molekula i reakcija.                                                                                |
| Roger Guillemin         | Rože Gijmen             | 1977.  | Fiziologija ili medicina | Dobio je Nobelovu nagradu za rad na peptidnim hormonima proizvedenim u mozgu.                                                                                        |
| Pjotr Leonidovič Kapica | Pjotr Leonidovič Kapica | 1978.  | Fizika                   | Dobio je Nobelovu nagradu za osnovna otkrića i izume u području fizike niskih temperatura.                                                                           |
| Czesław Miłosz          | Česlav Miloš            | 1980.  | Književnost              | Dobio je Nobelovu nagradu za svoj doprinos kroz beskompromisno i jasno davanje izraza ljudske bespomoćnosti u svijetu punom teških sukoba.                           |
| Torsten Wiesel          | Torsten Vizel           | 1981.  | Fiziologija ili medicina | Dobio je Nobelovu nagradu za rad na obradi vizualnih informacija. |
| Yevgeniy Chazov         | Jevgenij Čazov          | 1985.  | Mir                      | Dobio je Nobelovu nagradu za mir, bio je član Međunarodne grupe fizičara za prevenciju nuklearnog rata.                                                              |
| Stanley B. Prusiner     | Stenli B. Pruziner      | 1997.  | Fiziologija ili medicina | Dobio je Nobelovu nagradu za otkriće priona ― novog biološkog principa infekcije.                                                                                    |
| Paul Greengard          | Pol Gringard            | 2000.  | Fiziologija ili medicina | Dobio je Nobelovu nagradu za nalaze o transdukciji signala u živčanom sustavu.                                                                                       |
| Harold Pinter           | Harold Pinter           | 2005.  | Književnost              | Dobio je Nobelovu nagradu za doprinos kroz svoje drame, otkrivajući ponor prikriven svakodnevnim životom i nasilno ulazeći u prostore koji tlačenje drže zatvorenim. |
| Peter Handke            | Peter Handke            | 2019.  | Književnost              | Dobio je Nobelovu nagradu za utjecajan rad uz lingvistički genije, koji istražuje periferiju i specifičnost ljudskog iskustva.                                       |

### Dobitnici Pulitzerove nagrade

#### Redovni članovi
| Laureat       | Slika         | Godina | Kategorija                    | Delo                      |
| ------------- | ------------- | ------ | ----------------------------- | ------------------------- |
| Mihajlo Pupin | Mihajlo Pupin | 1924.  | Biografija ili autobiografija | Od pašnjaka do naučenjaka |

## Uloga SANU u velikosrpskom pokretu
Memorandum SANU je plan po kojem bi se stvorila Velika Srbija.
Ovaj dokument je stvorila SANU kao strateški program srpske inteligencije. Memorandum SANU je odredio smjer rješenja srpskog pitanja unutar SFR Jugoslavije. Ovaj dokument bio je objavljen u javnosti preko novina „Večernje novosti”, u dva nastavka 24. i 25. rujna 1986.
Drugi Memorandum SANU u svom sadržaju ne odstupa od već poznatih velikosrpskih programa, samo je moderniziran za svoje vrijeme.

## Arhivi
Akademija ima i svoj Arhiv, u kojem se nalaze stare povelje, rukopisi i stare tiskane knjige, turski i arapski rukopisi i dokumenti i dr.